# Дегерфорш ИФ
Дегерфорш Идротсфьоренинг (на шведски: Degerfors Idrottsförening) е шведски футболен отбор от едноименния град Дегерфорш. Състезава се във второто ниво на шведския футбол групата Суперетан.

## Успехи
- Купа на Швеция  (1): 1992–93 г.

## Европейски турнири
Участвал е в турнирите за купата на УЕФА.